# Hledáme své předky
Hledáme své předky je třídílný televizní dokumentární cyklus o rodokmenech a genealogii z roku 2010 připravený Českou televizí, kterým provází herec a moderátor Vladimír Čech. Scenáristou, kameramanem i režisérem pořadu je Václav Filip.

## Obsah pořadu
Cyklus přináší základní orientaci v genealogii a v pátrání těm, kdo chtějí začít zpracovávat vlastní rodokmen, ukazuje, co zajímavého lze v archivech vypátrat i na jaká nemilá překvapení lze během hledání předků narazit.
Pořadem provází Vladimír Čech a dále v něm účinkují odborný poradce na scénáři farář a badatel Alois Sassmann, majitel hradu Český Šternberk Zdeněk Sternberg a cestovatel Miroslav Zikmund se svými rodokmeny, další osobnosti pak v krátkých ukázkách z cyklu Potomci slavných (téhož režiséra Václava Filipa). Na pořadu kromě různých archivů spolupracovala Česká genealogická a heraldická společnost v Praze, z níž v pořadu účinkují její předseda Martin Slaboch a genealožka Helena Voldánová, kteří v závěru 3. dílu seznamují Vladimíra Čecha s nalezenou historií jeho rodu.
Úvodní a závěrečnou píseň jednotlivých dílů Poutník po cestách časem zavátých zpívá Vladimír Čech, hudbu k ní složil Miroslav Hanák a text napsal Jaroslav Dvořák, který v pořadu účinkuje jako poutník. Komentář čtou Libuše Štědrá a Vladimír Čech.
Autory pořadu jsou režisér Václav Filip a Libuše Štědrá.

## Seznam dílů
Pořad má 3 díly, které vysílala Česká televize na kanále ČT2 v premiéře ve dnech 3., 10. a 24. září 2010, a to vždy v pátek od 16.45 h, a reprízovala následující pondělí od 7.50 h. Další vysílání pořadu proběhlo ve dnech 27. února až 12. března 2012, a to vždy v pondělí odpoledne s reprízou v úterý po půlnoci. V archivu České televize je dostupné iVysílání jednotlivých dílů.
| Pořadí | Premiéra      | Další vysílání  | Odkaz do archivu ČT       |
| ------ | ------------- | --------------- | ------------------------- |
| 1      | 3. září 2010  | 27. února 2012  | Spustit z videoarchivu ČT |
| 2      | 10. září 2010 | 5. března 2012  | Spustit z videoarchivu ČT |
| 3      | 24. září 2010 | 12. března 2012 | Spustit z videoarchivu ČT |

## Podobné televizní pořady
Pořadu předcházel cyklus Potomci slavných, vysílaný Českou televizí od roku 1998, který měl kolem 70 dílů a podle něhož byly sepsány čtyři stejnojmenné knihy. Také autory tohoto cyklu i knih byli režisér Václav Filip a Libuše Štědrá.
Další dokumentární cyklus o genealogii Tajemství rodu, který je českou verzí britského seriálu Who Do You Think You Are?, podle původního formátu BBC připravila Česká televize a v roce 2013 odvysílala jeho 13 dílů.